# Église Saint-Hermès de Fontenay-le-Marmion
L'église Saint-Hermès est une église catholique située à Fontenay-le-Marmion, en France.

## Localisation
L'église est située dans le département français du Calvados, dans le bourg de Fontenay-le-Marmion.

## Historique
Le clocher et le chœur sont classés au titre des monuments historiques depuis le 14 octobre 1911.